# Magdalena (rzeka)
Magdalena (hiszp. Río Magdalena) – rzeka w północnej części Ameryki Południowej, główna rzeka Kolumbii. Jej długość wynosi około 1540 km. 
Magdalena wypływa w południowej części kraju, między łańcuchami górskimi Kordyliery Wschodniej i Środkowej. Płynie dalej w kierunku północnym w rozległej dolinie między obiema Kordylierami. Później wypływa na niewielką nadmorską równinę, gdzie rozdziela się na bagnistym terenie na dwa ramiona. Magdalena uchodzi do Morza Karaibskiego w okolicach miasta Barranquilla. Rzeka jest żeglowna w dolnym biegu. Najważniejszym dopływem Magdaleny jest rzeka Cauca.